# Seasons in the Sun
Seasons in the Sun är en låt som blev känd i Terry Jacks inspelning från 1974. Den är baserad på Jacques Brels Le Moribond, men med vissa ändringar i texten. Det är Jacks mest kända låt och på sin tid en stor hit som idag anses som en klassiker. Låten släpptes på singel i USA och Kanada tidigt under 1974, och den 2 mars hade den nått första platsen på topplistan Billboard Hot 100 i USA.

## Olika inspelningar
Låten är baserad på en annan sång, Le Moribond (ungefär "Den döende") av Jacques Brel. Brels visa översattes till engelska av poeten Rod McKuen. Denna text spelades in av Bob Shane och Kingston Trio. Jacks skrev om delar av texten för att den skulle bli lite gladare, och det var denna version som blev en stor internationell hit.
Seasons in the Sun har spelats in av många andra artister, såsom Westlife, Black Box Recorder, Nirvana, Television Personalities och  Me First and the Gimme Gimmes. Även en text på svenska, skriven av Gert Lengstrand, finns till melodin. Då heter låten Sommar varje dag och spelades in av det svenska dansbandet Vikingarna på albumet Här kommer Vikingarna 1974 och Schytts på albumet Hålligång 3 1974  Den har också spelats in på finska av Eino Grön.

## Versioner av låten
Jacques Brel original i engelsk översättning:
Good-bye, my wife, I loved you well
Good-bye, my wife, I loved you well, you know,
But I'm taking the train for the Good Lord,
I'm taking the train before yours
But you take whatever train you can;
Goodbye, my wife, I'm going to die,
It's hard to die in springtime, you know,
But I'm leaving for the flowers with my eyes closed, my wife,
Because I closed them so often,
I know you will take care of my soul.
Terry Jacks version.
Goodbye, Michelle, my little one,
You gave me love and helped me find the sun,
And every time that I was down
You would always come around
And get my feet back on the ground;
Goodbye, Michelle, it's hard to die
When all the birds are singing in the sky,
Now that the spring is in the air,
Whiff of flowers ev'rywhere,
I wish that we could both be there!

### Fotnoter
1. ↑  ”Svensk mediedatabas”. http://smdb.kb.se/catalog/id/001884641. Läst 7 maj 2011.